# Zemo Makwaneti
Zemo Makwaneti – wieś w Gruzji, w regionie Guria, w gminie Ozurgeti. W 2014 roku liczyła 684 mieszkańców.